# Rudolf Julius von zur Mühlen
Rudolf Julius von zur Mühlen, auch Rudolph von zur Mühlen (* 24. Apriljul. / 6. Mai 1845greg. in Arrohof, Gouvernement Livland; † 15. Februarjul. / 28. Februar 1913greg. in Dorpat, Gouvernement Livland), war ein deutschbaltischer Historien-, Porträt- und Landschaftsmaler sowie Grafiker der Münchner und Düsseldorfer Schule.

## Leben

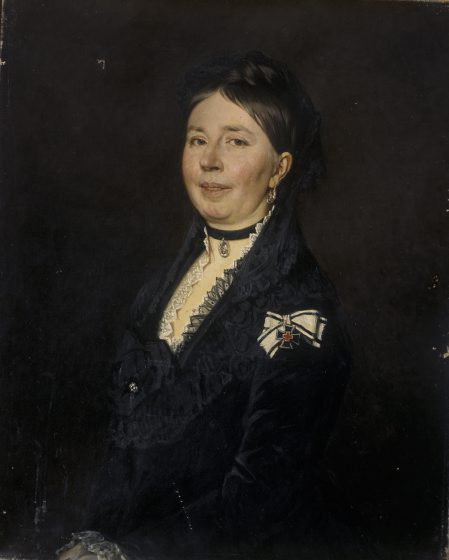
Sophia Nolken, geborene Stackelberg, 1880er Jahre

Rudolf Julius von zur Mühlen, Spross des baltischen Adelsgeschlechtes zur Mühlen, war der zweite Sohn des Landgerichtssekretärs Georg von zur Mühlen (1798–1877) und dessen Ehefrau Charlotte Friederike (1809–1862), Tochter des livländischen Landrichters Kaspar von zur Mühlen (1763–1817). Rudolfs älterer Bruder Friedrich (1828–1907) wurde Wirklicher Geheimer Rat und Leibarzt der russischen Großfürstin Helena Pawlowna.
Von zur Mühlen besuchte zunächst bis 1865 die Schmidt’sche Anstalt in Neu-Tennasilm in Fellin. In den Jahren 1866 bis 1869 studierte er Malerei an der Kunstakademie Dresden. Anschließend reiste er nach Antwerpen, wo er bis 1870 an der Kunstakademie Schüler von Joseph van Lerius war. Am 31. Oktober 1871 immatrikulierte er sich an der Königlichen Akademie der Künste. Dort war er Schüler von Franz von Seitz. 1875 verließ er München. In den Jahren 1876 und 1877 besuchte er die Kunstakademie Düsseldorf, wo Eduard Gebhardt sein wichtigster Lehrer war. Nach dem Studium ließ er sich als Kunstmaler in Dorpat nieder, zugleich arbeitete er als Privatlehrer. Am 23. Oktober 1877 heiratete er in Düsseldorf Maria Giesbers (* 1857), die bereits am 23. Juli 1878 in Dorpat starb, nachdem sie den Sohn Friedrich Rudolph geboren hatte. In den Jahren 1878 bis 1879 war von zur Mühlen Mitglied des Düsseldorfer Künstlervereins Malkasten. Am 11. September 1882 heiratete er in Dorpat die Hauslehrerin Frances James, Tochter des britischen Industriellen John Benisson James und der Deutschbaltin Marie, geborene Hentzelt. Aus der Ehe gingen die Töchter Else (Elise) Anne (1884–1924) und Wanda Charlotte (1886–1962) hervor, die ebenfalls Malerinnen wurden und sich in München ausbilden ließen. Das Paar ließ sich 1889 scheiden. Von 1882 bis 1887 sowie von 1900 bis 1908 arbeitete von zur Mühlen als Zeichenlehrer am Volck’schen Privatgymnasium in Dorpat. Parallel leitete er von 1883 bis 1908 die Zeichenkurse des Deutschen Handwerkervereins. Zu seinen Dorpater Schülern zählten Tõnis Grenzstein, Karl Alexander von Winkler und Aleksander Tassa. Am 10. November 1891 heiratete er Ella Henriette Assmus (* 1871). 1908 übernahm er das elterliche Gut Arrohof und bewirtschaftete es.

## Werke (Auswahl)
Von zur Mühlen schuf vor allem Porträts, aber auch Landschafts- und Altarbilder, ferner einige Historiengemälde. In seinen grafischen Arbeiten stellte er das Dorpater Volks- und Studentenleben dar.
- Damenporträt (Lesende Dame auf dem Sofa), 1870er Jahre, Öl auf Leinwand
- Ernst von Nolcken, Porträt, Öl auf Leinwand
- Sophia Reichsgräfin Stackelberg, Porträt, Öl auf Leinwand
- Frau mit Trauben, Halbfigur, Öl auf Leinwand
- Quellwasser, Landschaft, Öl auf Leinwand
- Erneuerung des Schutz- und Trutzbündnisses zwischen Stadt und Adel 1520, Historienbild für die Dorpater Große Gilde, Estnisches Nationalmuseum
- An der Küste, 1883
- Dorpater Skizzen, lithografische Folge, 1885
- Rette mich Herr! Altarbild in der evangelisch-lutherischen Annenkirche von Anna (Estland), 1892